# Luigi Rocco
Luigi Rocco Pasquale Recine, mais conhecido como Luigi Rocco (São Paulo, 1 de julho de 1963) é um desenhista brasileiro de histórias em quadrinhos. Começou a publicar em 1980 na extinta editora Grafipar.

## Biografia
Participou de várias revistas alternativas e fanzines como: Quadreca, Habra Quadrabra, Agraf Quadrinhos, Armário Mecânico (do qual foi editor), Historieta (de Oscar Kern), Psiu e QI (ambas de Edgard Guimarães).
Teve trabalhos selecionados em vários salões de humor, como os de Franca, Ribeirão Preto (menções honrosas), Jundiaí, Belo Horizonte, Campinas (prêmios) e Piracicaba.
Trabalha atualmente como ilustrador para várias editoras como: Abril, Atual, Moderna e Saraiva. Participou dos livros Humor Brasil 500 anos, 2001 — Uma odisséia no Humor, Tiras de Letras e Central de Tiras, entre outros.
Em 2015, publicou o livro "O Outro Maurício" no segundo volume da série Pequena Biblioteca sobre História em Quadrinhos, encarte da edição 130 do fanzine QI, o livro fala sobre as tiras de jornal distribuídas por Mauricio de Sousa, inspirado nos syndicates.
Em fevereiro de 2019, publicou o livro Tiras Paulistas - 1963-1968 pela Editora Laços. Em junho de 2020, pela mesma editora, publicou Tiras Brasileiras. Em 2021, lançou o fanzine HQ - Memories.